# Вінфрід Георг Зебальд
Ві́нфрід Ге́орг Зе́бальд, В. Г. Зебальд (нім. Winfried Georg Sebald; нар. 18 травня 1944, Вертах, Кемптен (Альгой), Німеччина  — пом. 14 грудня 2001, Норфолк, Англія) — німецький письменник та літературний критик.

## Життєпис
Зебальд народився у містечку Вертах другою дитиною в сім'ї Рози Еґельгофер і Георга Зебальда. Мав старшу сестру Гертруду, що народилася 1941 р., і молодшу — Беату — 1951 р.
З 1948 до 1963 Зебальд жив на півдні Німеччини, в альпійському селі Зонтгофен.
Батько, Георг — син залізничника, починав вчитися на слюсаря, а в 1929 вступив до армії. Будучи солдатом Вермахту, піднявся до рангу капітана. До 1947 був у французькому воєнному полоні. З середини п'ятдесятих років, завершуючи сімдесят першим роком служив у Бундесвері (останнім часом у званні полковника). Проте, найбільше чоловічий вплив на Зебальда справляв дідусь по материній лінії, що 40 років пропрацював сільським жандармом.
Мати у 1943 році, напередодні народження сина пережила бомбардування в батьківському містечку Бамберг.
З 1954 навчається в гімназії «Марія Штерн» в Імменштадті, потім з 1955 — в середній школі Оберстдорфа, де в 1963 і отримує атестат зрілості. 1956 помирає дід. Звільнений з військової служби за станом здоров'я, (порок серця) Зебальд поступив до Фрайбурзького університету, а потім зміг перейти до сусіднього університету Фрібура), котрий закінчив 1966 року бакалавром.
1966 року емігрує до Англії, де одружується в 1967 році зі своєю подругою кінця шкільних років. 1976 переїхав разом із дружиною та дочкою до Хінгема в парафіяльний будинок у вікторіанському стилі із величезним напів здичавілим садом.
1968 року пише магістерську про Карла Штернгайма. Згодом Зебальд стає лектором університету Манчестера; рік також викладає англійську та німецьку мови у приватній школі-інтернаті «Institut auf dem Rosenberg» в Санкт-Галлені. З 1970 року викладає в Університеті Східної Англії в Норвічі, пише докторську дисертацію про Альфреда Дебліна 1988 року стає професором європейської літератури. З 1996 року — член німецької Академії мови і літератури.
Зебальд помер 14 грудня 2001 р. в результаті серцевого нападу в автомобільній аварії, в яку потрапив разом з дочкою Анною. Похований на кладовищі святого Андрія в Норвічі.
Свої імена Вінфрід і Георг, Зебальд відкинув. Вінфрід для нього було надто «нацистське» ім'я; родина та друзі кликали його Макс. Тісна дружба поєднує його з письменником Майклом Гамбургером, який переклав деякі Зебальдові твори англійською.

## Літературна творчість
Забальдів літературний доробок був написаний головним чином з кінця 1980-х років. Хоча в Німеччині до середини дев'яностих як письменник він залишався маловідомим. Велику популярність здобув у Великій Британії, США та Франції, його тексти перекладала Сьюзен Зонтаґ. Сьогодні Зебальд — один із найобговорюваніших німецькомовних авторів.
Багато текстів помітно меланхолійні. Важливим є питання про сенс та функції пам'яті. Автор присвячує твори травмованим людям: вигнанцям, що як і сам Зебальд-оповідач, залишили свою країну, а в чужій намагаються переорієнтуватися. Особливе значення для письменника має питання німецько-єврейських відносин. У підлітковому віці він був обурений мовчанням батькового покоління про події війни і про Голокост. Пізніше спрямовував свою критику також і проти мовчання літератури і суспільства, що проігнорвали знищення німецьких міст бомбардуваннями союзників.
Аргументаційна дія есеїста і критика Зебальда безсумнівна. Професійно вів суперечку за моральну цілісність Альфреда Андерша, що мав певне відношення до Третього Рейху, яку він розв'язав в есе надрукованому 1993 року в журналі. Врешті став підтримкою для германістики у Великій Британії і посередником німецькомовної літератури в англосакському просторі.

### Nach der Natur. Ein Elementargedicht
Слідом за природою: елементарна поема (1988) перший Зебальдова літературний твір у вузькому розумінні цього слова. Перші частини розповідають про художника Матіаса Ґрюневальда і про лікаря та натураліста Георга Вільгельма Стеллера (учасників Другої Камчатської експедиції Windsheim); остання третина відбувається у Вертах. Над змальованими враженнями від подій стоять екзистенційні питання людства та біографія автора.

### Schwindel. Gefühle
Запаморочення. Почуття (1990) Зебальд перетворює в чотири тісно переплетені між собою подорожніх розповіді з власного досвіду і меланхолійні спогади про Стендаля та Кафку, маршрутами яких і подорожує герой.

### Die Ausgewanderten.Vier lange Erzählungen
Емігранти. Чотири довгі розповіді (1992) Містить історії життя чотирьох людей, побудовані частково на автентичних документах. В Паулеві Берейтері Зебальд втілює свого вчителя початкових класів із Зонтховена, історичному прототипу якого, Арміну Мюллеру як єврею, в нацистську епоху було заборонено навчати німецьких дітей. З вигаданого двоюрідного діда Амброса Адевальда Зебальд робить дворецького одного багатого єврея-американця, що помирає від психічного розладу часто охоплений жахами Першої світової війни. Йоханес Наеґелі, друг головного героя першої розповіді, має риси зебальдового діда. Історія Луїзи Ланценберг в останній частині, розповідає в літературній формі про народжену в 1891 році Тею Франк-Ґ.

### Das Buch Die Ringe des Saturn. Eine englische Wallfahrt
Кільця Сатурна «Одне англійське паломництво.» Книга — подорожні нотатки. Я-розповідач мандрує в меланхолійному настрої англійським графством Саффолк.

### For Years Now (2001)
Збірка зебальдових коротких віршів англійською.

### Austerlitz (2001)
Роман «Аустерліц» вважається шедевром Зебальда. У творі йдеться про пошуки шістдесятилітнім Жаком Аустерліцем свого походження.

## Доробок

### Літературні твори
- Nach der Natur. Ein Elementargedicht. Greno, Nördlingen 1988, ISBN 3-89190-436-3; Eichborn, Frankfurt am Main, 2001, ISBN 3-8218-4713-1; als Taschenbuch: Fischer, Frankfurt am Main 1995, ISBN 3-596-12055-1.
- Schwindel. Gefühle. Fischer, Frankfurt am Main 1990, ISBN 3-596-12054-3.
- Die Ausgewanderten. Eichborn, Frankfurt am Main 1992, ISBN 3-8218-4093-5.
- Die Ringe des Saturn. Eine englische Wallfahrt. Fischer, Frankfurt am Main 1995, ISBN 3-596-13655-5.
- For years now. 2001.
- Austerlitz. Hanser, München 2001, ISBN 3-446-19986-1; als Taschenbuch: Fischer, Frankfurt am Main 2003, ISBN 3-596-14864-2.
  - аудіокнига, читає Міхаель Крюґер / gelesen von Michael Krüger: Hörverlag, München 2017, 9 CD.
- Unerzählt, 33 Texte. Hanser, München, 2003.
- Campo Santo. Herausgegeben von Sven Meyer. Hanser, München 2003, ISBN 3-446-20356-7.
- Über das Land und das Wasser. Ausgewählte Gedichte 1964—2001. Herausgegeben von Sven Meyer. Hanser, München 2008.

### Есеїстика і літературознавство
- Carl Sternheim: Kritiker und Opfer der Wilhelminischen Ära. Kohlhammer, Stuttgart 1969.
- Der Mythus der Zerstörung im Werk Döblins. Ernst Klett, Stuttgart 1980.
- Die Beschreibung des Unglücks. Zur österreichischen Literatur von Stifter bis Handke. 1985.
- A radical stage: theatre in Germany in the 1970s and 1980s. (Radikale Bühne — Theater in Deutschland in den 1970er und 1980er-Jahren.) Herausgegeben von W.G. Sebald. Berg, Oxford 1988.
- Unheimliche Heimat. Essays zur österreichischen Literatur. 1991.
- Logis in einem Landhaus. (Autorenporträts über Gottfried Keller, Johann Peter Hebel, Robert Walser u.a.) 1998.
- Luftkrieg und Literatur: Mit einem Essay zu Alfred Andersch. 1999.
- Ich möchte zu ihnen hinabsteigen und finde den Weg nicht. Zu den Romanen Jurek Beckers. In: Sinn und Form 2/2010, S. 226—234

### Інтерв'ю
- Torsten Hoffmann (Hg.): «Auf ungeheuer dünnem Eis». Gespräche 1971 bis 2001. Fischer-Taschenbuchverlag, Frankfurt am Main 2011, ISBN 978-3-596-19415-5.

## Видання українською
- В. Ґ. Зебальд. Аустерліц. Пер. з німецької Роман Осадчук. — Київ: Комубук, 2020[7]
- В. Ґ. Зебальд. Кільця Сатурна. Пер. з німецької Роман Осадчук. — Київ: Комубук, 2021[8]
- В. Ґ. Зебальд. Повітряна війна і література. Пер. з німецької Роман Осадчук. — Київ: IST Publishing, 2023 [9]